# Croissance économique

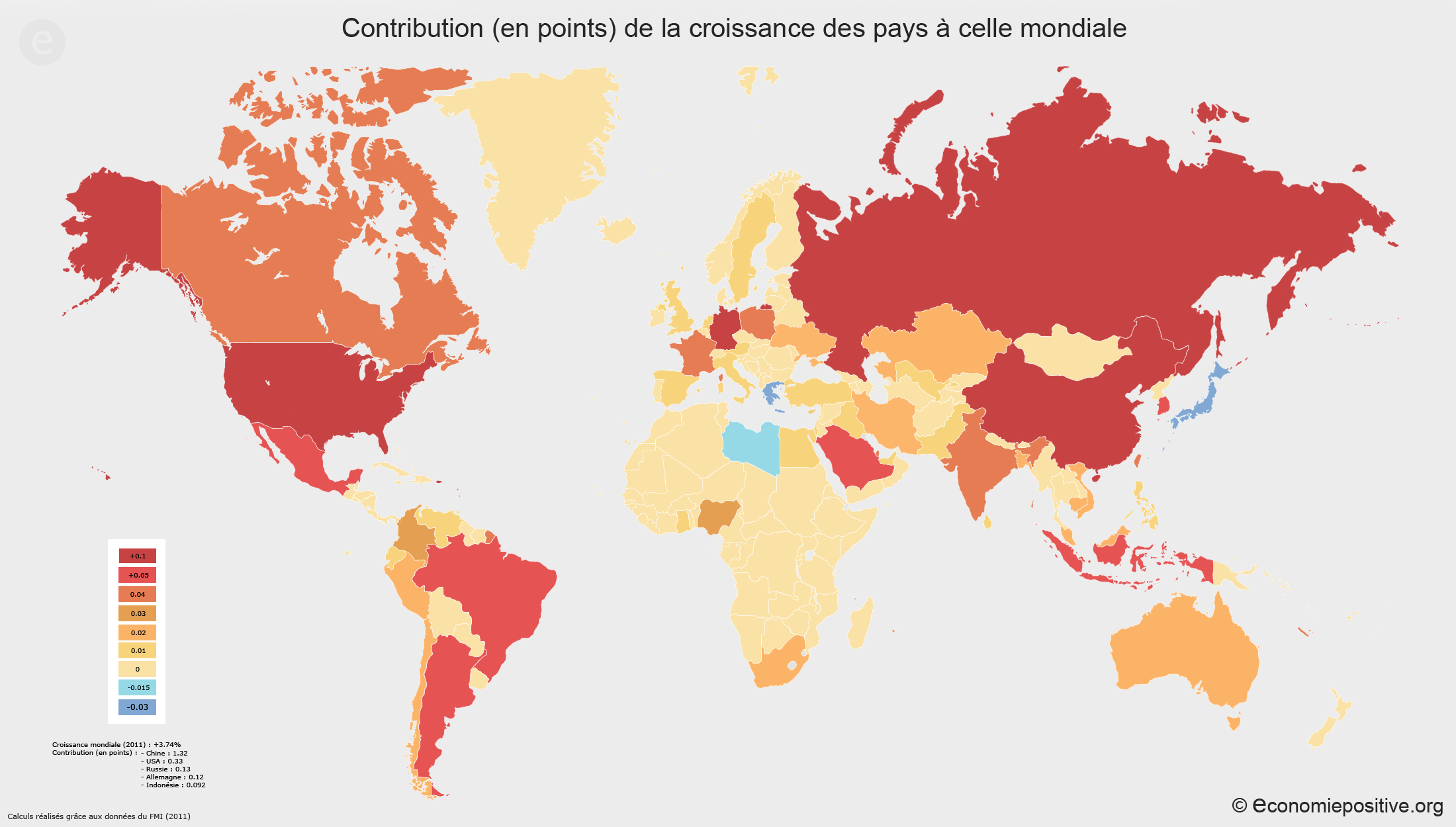
Contribution (en %) de la croissance des pays à celle mondiale (2011).

La croissance économique est la variation positive de la production de biens et de services dans une économie sur une période donnée, généralement une longue période. En pratique, l'indicateur le plus utilisé pour la mesurer est le produit intérieur brut (PIB). Il est mesuré « en volume » ou « à prix constants » pour corriger les effets de l'inflation. Le taux de croissance, lui, est le taux de variation du PIB. On utilise souvent la croissance du PIB par habitant comme indication de l'augmentation de la richesse individuelle, assimilée au niveau de vie (à distinguer de la qualité de vie).
La croissance est un processus fondamental des économies contemporaines, reposant sur le développement des facteurs de production, lié notamment à la révolution industrielle, à l'accès à de nouvelles ressources minérales (mines profondes) et énergétiques (charbon, pétrole, gaz, énergie nucléaire, etc.) ainsi qu'au progrès technique. Elle transforme la vie des populations dans la mesure où elle crée davantage de biens et de services. À long terme, la croissance a un impact important sur la démographie et le niveau de vie des sociétés qui en sont le cadre. De même, l'enrichissement qui résulte de la croissance économique peut permettre de faire reculer la pauvreté, à condition que les richesses créées soient redistribuées vers les plus bas revenus.
Certaines conséquences de la croissance économique comme la pollution et les atteintes à l'environnement, l'accentuation des inégalités sociales ou l'épuisement des ressources naturelles (pétrole, métaux notamment) sont souvent considérées comme des effets pervers qui obligent à distinguer croissance et progrès.
Le rapport commandé en 1970 par le club de Rome à une équipe du Massachusetts Institute of Technology (MIT), intitulé The Limits To Growth, met en évidence l'impossibilité d'une croissance illimitée dans un monde fini. La plupart des tenants de la décroissance estiment que la poursuite de la croissance pourrait amener à l'effondrement de sociétés.

## Définition
Les économistes utilisent le terme de croissance conventionnellement pour décrire une augmentation de la production sur le long terme (une durée supérieure à un an). Selon la définition de François Perroux, la croissance économique correspond à « l'augmentation soutenue pendant une ou plusieurs périodes longues d’un indicateur de dimension, pour une nation, le produit global net en termes réels ». La définition de Simon Kuznets va au-delà et affirme qu'il y a croissance lorsque la croissance du PIB est supérieure à la croissance de la population[réf. nécessaire].
À court terme, les économistes utilisent plutôt le terme d'« expansion », qui s'oppose à « récession », et qui indique une phase de croissance dans un cycle économique. La croissance potentielle est le niveau de croissance qui serait obtenu avec une pleine utilisation de tous les facteurs de production (travail, capital et savoir) ; l'écart entre la croissance effective (celle effectivement mesurée) et la croissance potentielle est minimal au plus fort d'une expansion.
Au sens strict, la croissance est un processus d'accroissement de la seule production économique. Elle ne renvoie donc pas directement à l'ensemble des mutations économiques et sociales propres à une économie en développement. Ces transformations au sens large sont, conventionnellement, désignées par le terme de développement économique. Selon François Perroux, « le développement est la combinaison des changements mentaux et sociaux d'une population qui la rend apte à faire croître, cumulativement et durablement, son produit réel global ». Le terme de « croissance » s'applique alors plus particulièrement aux économies déjà développées.
La Commission du développement durable (en) du gouvernement britannique souligne qu'il est important de distinguer trois notions qui « ne sont absolument pas les mêmes choses » :
- la croissance des flux biophysiques (énergie et matériaux) ;
- la croissance de la valeur monétaire de la production (PIB) ;
- la croissance du bien-être économique de la population.

Le croissantisme économique est considéré comme étant l'idéologie de la croissance par opposition à la philosophie décroissantiste.

## Mesure de la croissance économique
La croissance économique est généralement mesurée par l'utilisation d'indicateurs économiques dont le plus courant est le produit intérieur brut (PIB). Il offre une certaine mesure quantitative du volume de la production. Afin d'effectuer des comparaisons internationales, on utilise également la parité de pouvoir d'achat, qui permet d'exprimer le pouvoir d'achat dans une monnaie de référence. Au niveau international, cette monnaie de référence est le dollar américain. Pour comparer la situation d'un pays à des époques différentes on peut également raisonner à monnaie constante en se référant aux prix d'une date antérieure appelée date de référence (afin d’éviter les effets de l'inflation).
La croissance du PIB se calcule simplement: soit g la croissance (growth) et Y le PIB (yield), {\displaystyle \ g={Y_{1}-Y_{0} \over {Y_{0}}}={\Delta Y \over Y}}.
L'indicateur du PIB reste cependant imparfait comme mesure de la croissance économique. Il est pour cela l'objet de plusieurs critiques :
- le PIB ne mesure que partiellement l'économie informelle. Une part importante des transactions, non déclarée, était perdue pour les statistiques comme pour l'administration fiscale. Mais en 2014, plusieurs pays (l'Italie, le Royaume-Uni, l'Espagne et la Belgique) ont décidé d'intégrer dans leur PIB des estimations de l'économie souterraine (drogue, prostitution, trafics divers) en application des nouvelles normes comptables européennes publiées par Eurostat ; les États-Unis l'avaient déjà fait en 2013 ; la comptabilité nationale française, qui effectuait déjà des redressements pour prendre en compte les activités dissimulées (travail au noir, contrebande), a décidé d'intégrer des estimations du trafic de drogue, mais pas de la prostitution clandestine[4] ;
- le PIB ne mesure que de façon imparfaite les productions qui ne sont pas commercialisées : ainsi, la production des administrations est supposée égale aux salaires des fonctionnaires ; une évaluation des productions agricoles auto-consommées est intégrée au PIB[5]. D'autre part, même s'il prend en compte la production des activités non marchandes, le PIB ne mesure pas l'activité de production domestique (ménage, cuisine, bricolage, éducation des enfants, etc.)[5], des activités majoritairement réalisées par des femmes[6],[Note 3]. En 2009, la commission Stiglitz-Sen-Fitoussi estime que la valeur du travail domestique équivaut à 35 % du PIB en France sur la période 1995-2006[6] ;
- le PIB ne mesure que les apports de valeur ajoutée dans l'immédiat (sur une année). Les effets de long terme, notamment dans des services tels que l'éducation ou la santé, ne sont pas ou mal comptabilisés à travers leur impact sur la production ;
- le PIB ne mesure que la valeur ajoutée produite par les agents économiques résidents. Il ne prend donc pas en compte les transferts de ressources internationaux (les sorties de fonds du pays par les résidents étrangers vers leurs pays d'origine et les entrées en provenance de l'étranger qui correspondent aux envois de fonds vers leur pays d'origine par les résidents nationaux à l'étranger), alors que ces derniers représentent souvent une part importante de leur richesse nationale. Il est possible d'utiliser un outil plus pertinent tel que le revenu national brut ;
- enfin, le PIB ne prend en compte que les valeurs ajoutées, et non la richesse possédée par un pays, sans distinguer les effets positifs ou négatifs sur le bien-être collectif. Une catastrophe naturelle (l'ouragan Katrina détruisant La Nouvelle-Orléans, par exemple), qui détruit de la richesse, va pourtant contribuer au PIB à travers l'activité de reconstruction qu'elle va générer. Cette contribution ne reflète pas la destruction antérieure, ni le coût du financement de la reconstruction. Cette contradiction était dénoncée dès 1850 par l'économiste français Frédéric Bastiat qui, dans son Sophisme de la vitre cassée, écrivait que « la société perd la valeur des objets inutilement détruits », ce qu'il résumait par : « destruction n'est pas profit »[7].

Cette contradiction apparente provient probablement du fait que le PIB ne mesure pas réellement le développement, le progrès en lui-même ; il ne mesure pas non plus l'activité économique, pourvoyeuse d'emploi, car l'activité peut fort bien croître sans augmentation de valeur ajoutée, si l'on remplace du capital ou des matières premières par du travail. Dans ce cas, la croissance économique tiendrait compte aussi bien de la production formelle que celle informelle (cf. supra). Mais pour parvenir à cet objectif, tant la comptabilité des entreprises que la comptabilité nationale doivent complètement quitter le critère de mesure par la valeur ajoutée (i.e. production vendue moins consommations intermédiaires) et adopter celui du travail. La croissance ne mesure en fait que l'augmentation de la consommation de facteurs de production : travail, capital et ressources naturelles (matières premières, potentiel productif des terres agricoles, énergie...). La société peut progresser[pas clair] sans croissance, en modifiant la répartition des facteurs.
Dans son acception classique, le développement économique ne se résume pas à la seule croissance économique et des indicateurs ont été proposés pour mesurer plus finement celui-ci, comme l'indice de développement humain, mis au point par l'économiste du développement Amartya Sen, prix Nobel d'économie.

### Approximer le développement économique
Dans un certain nombre de cas, les données de la comptabilité nationale ne sont pas disponibles ou sont de mauvaise qualité. C'est notamment un problème lorsqu'on s'intéresse à des périodes anciennes, à des pays en voie de développement avec une mauvaise comptabilité nationale ou encore lorsqu'on s'intéresse au développement économique à un niveau infra-national, par exemple au niveau d'une ville ou d'une région. Dans ce cas, plusieurs indicateurs ont été proposés.
- Les économistes Daron Acemoglu, Simon Johnson et James Robinson utilisent des données sur l'urbanisation et sur la densité de population pour approximer le degré de développement en l'an 1500[9].
- Les économistes David Weil, Vernon Henderson et Adam Storeygard (2011) proposent d'utiliser des images satellites pour mesurer l'augmentation de l'intensité lumineuse de nuit et utiliser cette donnée pour estimer la croissance économique[10].

## Histoire

### Croissance depuis l'Antiquité

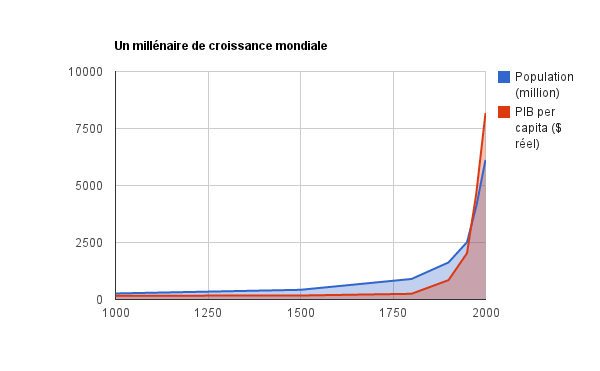
Un millénaire de croissance mondiale, population et PIB, données Nations Unies et Michael Kremer, MIT.

Grâce au développement des statistiques nationales, les économistes, les historiens et les démographes ont constaté qu'avant la Révolution industrielle, la croissance économique est essentiellement liée à celle de la population : on produit plus parce qu’il y a plus d'individus pour produire, mais le niveau de vie reste le même. Cela peut s'expliquer par le fait que la croissance démographique est strictement supérieure à la croissance économique (cf. graphe). Au sens du prix Nobel d'économie, l'américain Simon Kuznets, à ce stade il n'y a pas de croissance économique. Pour lui, la croissance n'est possible que lorsque le taux de ce dernier est strictement supérieur à celui de la croissance démographique.
À partir du XVIIIe siècle, la croissance économique se déconnecte de celle de la population (et devient supérieure à celle-là, après qu'elle lui était égale sur plusieurs décennies) et l’augmentation du niveau de vie devient exponentielle, mais très irrégulière. Cela s'explique essentiellement par le progrès technique (amélioration des facteurs de production, capital et travail, notamment) devenu plus important depuis la révolution industrielle (renouvellement colossal à la fois économique, culturel et social) de la fin du dix-huitième siècle. Après les très forte croissance mondiale des années 1830 et croissance mondiale des années 1850, la Grande Dépression (1873-1896) donne un sérieux coup de frein. De même, la grande dépression des années 1930 fait suite à la croissance économique de la Belle Époque et à la puissante expansion des années 1920. Plus généralement, les périodes de reconstruction suivant une guerre sont favorables, comme lors de la très forte croissance des années 1950, socle des Trente Glorieuses (1945-1973).
| Année | Population (millions) | PIB par personne (dollars US 2000) |
| ----- | --------------------- | ---------------------------------- |
| -5000 | 5                     | 130                                |
| -1000 | 50                    | 160                                |
| 1     | 170                   | 135                                |
| 1000  | 265                   | 165                                |
| 1500  | 425                   | 175                                |
| 1800  | 900                   | 250                                |
| 1900  | 1625                  | 850                                |
| 1950  | 2515                  | 2030                               |
| 1975  | 4080                  | 4640                               |
| 2000  | 6120                  | 8175                               |

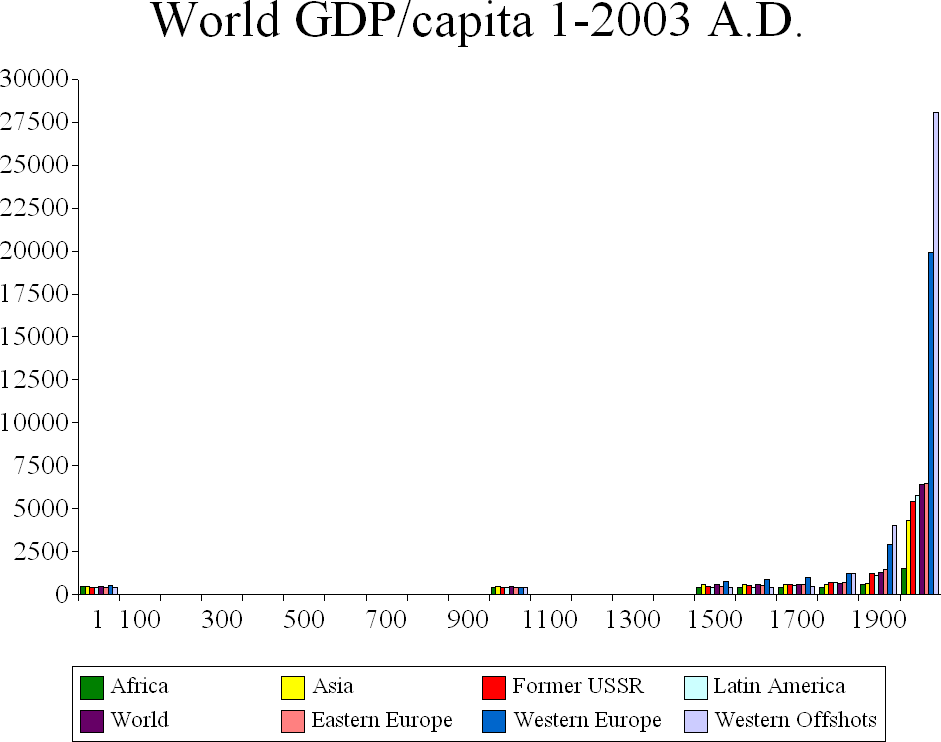
Estimation du PIB/habitant depuis l'an 1.

Les historiens[Qui ?] s’accordent sur le fait que le niveau de vie sur l’ensemble du globe a peu évolué de l’Antiquité jusqu’au XVIIIe siècle (entre l'an 1 et l'an 1000 l'économie mondiale aurait même décliné), mis à part une embellie en Europe occidentale entre les Xe et XIIIe siècles, annulée par les épidémies et les famines des XIVe et XVe siècles. Ils s'accordent aussi à constater qu'il y a de grandes disparités selon les peuples et selon les époques. Sachant qu'on a affaire à des sociétés où presque toute la population est rurale, il est de toutes façons presque impossible d'obtenir la statistique de leur production, puisque celle-ci est presque complètement locale, voire familiale (bâtiment, mobilier, confection, alimentation, services…), et très marginalement commerciale, de telle sorte qu'il est impossible de reconstituer un standard moyen de consommation et de l'évaluer en monnaie.
Selon l'économiste français Thomas Piketty, du XVIIIe siècle au XXe siècle, « la production mondiale a progressé en moyenne de 1,6 % par an, dont 0,8 % par an au titre de la population et 0,8 % au titre de la production par habitant », soit « un rythme très rapide, dès lors qu'il se prolonge durablement ».
La croissance économique, aussi bien comme phénomène que comme donnée objectivable, est donc quelque chose de récent, lié aux gains de productivité, à l'urbanisation (création des villes et déplacement de la population vers celles-là) des sociétés et à l'apparition de statistiques nationales. Selon la théorie du déversement, l'industrialisation provoque un déplacement des activités des campagnes vers les villes, les effectifs suivent. Jusqu'aux années 1940, c'était aussi un phénomène géographiquement limité, qui concernait depuis plus d'un demi siècle surtout les pays occidentaux et le Japon[réf. nécessaire]. Même avec l'ouverture du commerce International à de nouveaux entrants et notamment à la Chine (Doha, 2002), la part de la croissance des pays de la triade (l'Union européenne, les États-Unis et le Japon) dans la croissance mondiale est encore la plus importante jusqu'aux années 2000, mais elle ne cesse de reculer au profit surtout de l'Asie de l'Est et du Sud.
Les Pays-Bas sont la première société à connaître un phénomène de croissance, au XVIIe siècle. Comme le note Henri Lepage en reprenant les analyses de Douglass North, « pour la première fois dans l'histoire connue de l'humanité, un pays se trouvait en mesure d'offrir un niveau de vie croissant à une population croissante, et cela un siècle avant que se manifestent les premiers signes réels de la Révolution industrielle ».
Le phénomène s'est ensuite progressivement étendu. La phase de développement économique depuis la Révolution industrielle n'a aucun précédent historique. Après le XVIe siècle, lorsque différentes parties du monde développent des relations commerciales, on constate des périodes de croissance économique, mais éphémères et marginales. Les écarts entre les conditions de vie du  VIe au XVIIIe siècle étaient réduits, pour certains auteurs comme Paul Bairoch : l'Inde posséda même un niveau de vie supérieur à l'Europe. On estime que la croissance globale de l'économie entre 1500 et 1820 n'est que d'un trentième de ce qu'elle a été depuis (de 247 milliards de dollars internationaux en 1500 à 695 en 1820, puis 33 725 en 1998). Les revenus par habitant en dollars constants en Europe, Amérique du Nord et Japon ont été multipliés par 25 en moyenne entre 1820 et 2008, selon les estimations de Angus Maddison,. L'Asie accélère aussi son rythme de croissance depuis les années 1960 : selon Maddison le niveau de vie en Chine a été multiplié par douze entre 1820 et 2008 et celui du Japon par trente..
Cependant, au XIXe siècle le développement économique entraîne des bouleversements sociaux comme l'exode rural (cf. supra, théorie du déversement). Le niveau de vie et le développement n'ayant commencé à être étudiés rigoureusement qu'au XIXe siècle, il est cependant difficile, faute de données, de faire une comparaison entre le XVIIIe et le XIXe siècle[réf. nécessaire].
En 1913, le PIB/hab français était de 3 485 dollars internationaux (base 1990). En 1998, il était de 19 558 $. Le taux de croissance moyen du PIB/hab était donc de 2,0 % sur cette période. S'il avait été de 1,0 %, le niveau de vie aurait été de 8 200 $ en 1998, soit un peu moins que le niveau de vie réel de l'Uruguay (8 314 $).

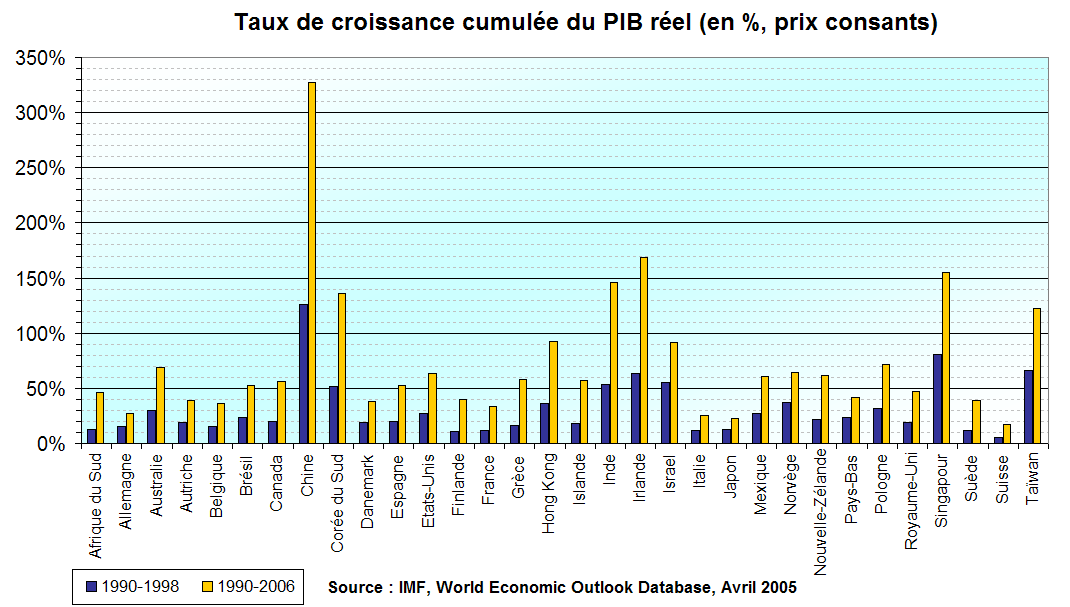
Croissance du PIB des principaux pays sur les périodes 1990-1998 et 2000-2006.

### Taux de croissance du PIB européen de 1961 à nos jours
L'évolution en pourcentage du PIB en volume d'une année à l'autre. Les données sont mesurées en monnaie constante de 2005 d’après les données de l’OCDE (organisation du commerce et du développement en Europe).
| Année | PIB UE (%) | PIB zone euro (%) |
| ----- | ---------- | ----------------- |
| 1961  | 5.6        | 4.29              |
| 1962  | 5.0        | 5.55              |
| 1963  | 5.1        | 5.2               |
| 1964  | 5.6        | 6.64              |
| 1965  | 4.4        | 5.57              |
| 1966  | 4.3        | 5.77              |
| 1967  | 4.5        | 4.39              |
| 1968  | 5.1        | 6.16              |
| 1969  | 5.8        | 6.1               |
| 1970  | 5.6        | 4.37              |
| 1971  | 3.6        | 4.25              |
| 1972  | 4.7        | 5.68              |
| 1973  | 6.1        | 6.47              |
| 1974  | 2.2        | 1.99              |
| 1975  | -0.8       | 0.91              |
| 1976  | 4.6        | 5.2               |
| 1977  | 2.8        | 4                 |
| 1978  | 3.2        | 4.1               |
| 1979  | 3.8        | 4.11              |
| 1980  | 1.5        | 1.97              |

| Année | PIB UE (%) | PIB zone euro (%) |
| ----- | ---------- | ----------------- |
| 1981  | 0.3        | 1.94              |
| 1982  | 1.0        | 0.51              |
| 1983  | 1.8        | 2.53              |
| 1984  | 2.5        | 4.56              |
| 1985  | 2.6        | 3.91              |
| 1986  | 2.7        | 3.25              |
| 1987  | 2.9        | 3.61              |
| 1988  | 4.4        | 4.61              |
| 1989  | 3.7        | 3.77              |
| 1990  | 3.0        | 2.95              |
| 1991  | 1.4        | 1.37              |
| 1992  | 1.1        | 1.79              |
| 1993  | -0.2       | 1.65              |
| 1994  | 2.8        | 3.03              |
| 1995  | 2.7        | 2.96              |
| 1996  | 2.0        | 3.33              |
| 1997  | 2.8        | 3.75              |
| 1998  | 3.0        | 2.43              |
| 1999  | 3.0        | 3.31              |
| 2000  | 3.9        | 4.34              |

| Année | PIB UE (%) | PIB zone euro (%) |
| ----- | ---------- | ----------------- |
| 2001  | 2.2        | 1.98              |
| 2002  | 1.3        | 2.19              |
| 2003  | 1.3        | 2.9               |
| 2004  | 2.6        | 4.48              |
| 2005  | 2.1        | 3.82              |
| 2006  | 3.4        | 4.38              |
| 2007  | 3.1        | 4.32              |
| 2008  | 0.5        | 1.84              |
| 2009  | -4.4       | -1.7              |
| 2010  | 2.2        | 4.37              |
| 2011  | 1.7        | 3.1               |
| 2012  | -0.5       | 2.45              |
| 2013  | 0.2        | 2.48              |
| 2014  | 1.6        | 2.69              |
| 2015  | 2.2        | 2.63              |

Source : Banque Mondiale.

### La croissance dans les pays de l'ex-URSS
Selon Jean-Marie Albertini, si dans les économies capitalistes la croissance est réalisée en recourant au progrès technique et l'exploitation du travail devenu libre grâce à la séparation du travailleur de ses moyens de production qui a donné lieu à la propriété privée de ces moyens, elle est le résultat de la prépondérance du facteur politique sur le facteur économique dans les sociétés socialistes. A partir de 1928 la propriété collective des terres agricoles a permis de réaliser une production agricole à bas prix, moyennant une désincitation de la paysannerie et une période de disette et parfois famine. Les produits alimentaires obtenus sont vendus dans les villes à des prix plus élevés (les revenus de la population urbaine étaient plus élevés que dans les campagnes). Les profits obtenus permettent de financer l'industrie lourde et donc de réaliser la croissance.

### Débat sur l'avenir de la croissance
Dans Le Capital au XXIe siècle, Thomas Piketty fait l'hypothèse que la période de forte croissance économique est terminée (depuis la fin des trente glorieuses et le début de la crise en 1973) dans les pays du Nord et qu'il y a toutes les raisons de penser que la croissance devrait revenir à un niveau plus faible dans un régime stationnaire.
Dans The Rise and Fall of American Growth (2016), l'économiste Robert J. Gordon défend la thèse que la forte croissance aux États-Unis et dans les pays développés entre 1870 et 1970 a été une exception et que les innovations qui ont eu lieu depuis 1970 génèrent moins de croissance que par le passé.
En 2021, le quotidien français Le Monde observe que la croissance fait l'objet, en France, d'un « nouveau clivage politique ». Frédéric Dabi, directeur général de l’Institut français d’opinion publique (IFOP), indique : « En 2021, la moitié des Français se disent favorables à plus de croissance et à ce qu’une priorité absolue soit donnée à la création d’emplois, tandis que l’autre moitié défend un autre modèle de développement ayant pour objectif la préservation des ressources. En 2017, les premiers étaient majoritaires ».
Le réchauffement climatique, les limites environnementales et écologiques alimentent le débat sur la stabilisation de la population mondiale prévue vers 2050, l'avenir de la croissance, sa nature qui deviendra plus économe en ressources naturelles, voire la décroissance dans des pays riches.

## Déterminants de la croissance
On peut distinguer plusieurs types de déterminants à la croissance : les richesses naturelles, l'environnement extérieur, la population, l'innovation au sens de Joseph A. Schumpeter (concept qui ne concerne pas seulement le progrès technique), l'investissement, la connaissance, la cohérence du développement. Les principales conclusions des travaux de Xavier Sala-i-Martin, économiste espagnol et américain spécialiste de la croissance, confirment qu'il n'y a pas qu'un seul déterminant simple de la croissance économique.
Sala-i-Martin avance que le niveau initial de développement économique est la variable la plus importante et la plus robuste. C'est-à-dire que, dans la plupart des cas, plus un pays est riche, moins il croît vite. Cette hypothèse est connue sous le nom de convergence conditionnelle. Il considère également que la taille du gouvernement (administration, secteur public) n'a que peu d'importance. Par contre la qualité du gouvernement a beaucoup d'importance : les gouvernements qui causent par exemple l'hyperinflation (taux d'inflation extrêmement élevé), la distorsion des taux de change, des déficits excessifs (ceux de la balance des paiements et du budget de l'État) ou une bureaucratie inefficace ont de très mauvais résultats. Il ajoute également que les économies plus ouvertes tendent à croître plus vite (cf. croissance de la Chine depuis 2002). Enfin, l'efficience des institutions est très importante : des marchés efficients, la reconnaissance de la propriété privée et l'État de droit sont essentiels à la croissance économique. Il rejoint en cela les conclusions d'Hernando de Soto,.
Sur une plus longue période, l'expérience historique[réf. nécessaire], notamment celle du XVIIIe siècle, suggère que l'extension des libertés économiques (liberté d'entreprendre, de circulation des idées, des personnes et des biens) est une condition de la croissance. En occident, la culture, la religion et la société ont connu des changements très profonds. Tout d'abord, le conformisme de l'homme précapitaliste a été vaincu par une volonté de rendre l'environnement dépendant de l'homme plutôt que de lui être dépendant. Ensuite, le puritanisme et le calvinisme (qui est une variante principale du premier courant) ont fait du travail une vertu divine et considèrent la misère comme un péché. Enfin, les restrictions sociales traditionnelles sont vigoureusement combattues : les vieilles corporations qui constituent l'une des stratégies fondamentales du premier mercantilisme et qui limitent la liberté des hommes (et l'innovation) sont levées et aussi bien le « laissez-faire » que le « laissez-passer », principalement au niveau intérieur, sont devenus des moyens au service de plus de croissance économique. Au XXe siècle, il existe plusieurs cas où une population partageant les mêmes antécédents historiques, la même langue et les mêmes normes culturelles a été divisée entre deux systèmes, l'un étant une économie de marché et l'autre une économie planifiée : les deux Allemagne, les deux Corée, la république populaire de Chine et Taïwan. Dans chaque cas, les zones ayant pratiqué l'économie de marché ont obtenu une croissance nettement supérieure à long terme. Cependant, l'enrichissement de l'Allemagne de l'Ouest s'explique par l'aide des États-Unis, l'enrichissement de la Corée du Sud et de Taïwan par l'aide des États-Unis et du Japon et Taïwan a attiré les Chinois les plus qualifiés. Les États-Unis et l'Europe de l'Ouest étant beaucoup plus développés que l'URSS, leurs pays alliés ont été beaucoup plus aidés. La très forte croissance de l'URSS avant les années 1960 et la très forte croissance de la Chine depuis les années 1980 sont des exemples de pays dont l'économie planifiée a augmenté la croissance. Aucun pays n'a eu une croissance telle que celle de la Chine et l'URSS sans bénéficier d'aide extérieure ou d'une exploitation massive de ressources naturelles très lucratives, telles le pétrole, par rapport au nombre d'habitants. L'effondrement de l'URSS témoigne également des meilleurs résultats des économies de marché par rapport aux économies de type collectiviste[Interprétation personnelle ?].
Sur le très long terme, Angus Maddison identifie trois processus interdépendants qui ont permis l'augmentation conjointe de la population et du revenu : la conquête ou la colonisation d'espaces fertiles et relativement peu peuplés surtout pour l'Europe, le commerce international et les mouvements de capitaux, et enfin l'innovation technologique et institutionnelle.
Quant à Daron Acemoglu, dans An Introduction to Modern Economic Growth (2008), il distingue quatre causes fondamentales de la croissance : l'environnement naturel, la culture, les institutions et la chance.
Une étude empirique publiée en 2010 affirme avoir établi un lien entre un manque de croissance économique et la consanguinité.
Pour Jean-Marie Albertini, maître de recherche au CNRS français, les déterminants de la croissance économique, sont, au moins, au nombre de trois. Le chercheur, précise, cependant, que ces paramètres ne sont pas les mêmes selon qu'il s'agisse d'une économie capitaliste développée ou d'un régime collectiviste. Dans les sociétés industrialisées modernes, la croissance est le fruit, à la fois, de l'exploitation du travail des femmes et des enfants à la fin de la révolution industrielle de 1789 et du progrès technique d'une part, et de l'exploitation des pays colonisés de l'autre. Dans une société collectiviste, la croissance économique est la conséquence d'une socialisation des moyens de production. La production collective des terres agricoles a permis au régime stalinien en URSS de réaliser une production agricole à bas prix, de vendre, ensuite, le produit ainsi obtenu à la population urbaine à prix élevé. Les bénéfices obtenus permettent de financer la croissance (production militaire, construction de logements sociaux, de barrages d'irrigation…).
Des facteurs géographiques et historiques sont propres à chaque pays ou sous-continent. Des facteurs politiques et institutionnels, sociaux et culturels, démographiques, économiques et financiers, internationaux et écologiques sont agencés différemment selon les pays et périodes. Ces différents facteurs peuvent plus ou moins favoriser d'une part les rentes stagnationnistes et polluantes ou d'autre part l'innovation progressive.

## Théories de la croissance
Les théories explicatives de la croissance sont relativement récentes dans l'histoire de la pensée économique. Ces théories, sans négliger le rôle de l'ensemble des facteurs de production tendent à mettre en avant parmi ceux-ci le rôle primordial du progrès technique dans la croissance. À long terme, seul le progrès technique est capable de rendre plus productive une économie (et donc de lui permettre de produire plus, c'est-à-dire d'avoir de la croissance), en effet, sans progrès technique, la production moyenne par habitant finirait par stagner selon le modèle de Solow. Toutefois, ces théories expliquent encore mal d'où provient ce progrès, et en particulier en quoi il est lié au fonctionnement de l'économie.

### École classique
La plupart des économistes de l'école classique, écrivant pourtant au commencement de la révolution industrielle, pensaient qu'aucune croissance ne pouvait être durable, car toute production devait, selon eux, inexorablement converger vers un état stationnaire. C'est ainsi le cas de David Ricardo pour qui l'état stationnaire était le produit des rendements décroissants des terres cultivables, ou encore pour Thomas Malthus qui le liait à son « principe de population », mais aussi pour John Stuart Mill.
Toutefois, Adam Smith, à travers son étude des effets de productivité induits par le développement de la division du travail (il n'utilise cependant jamais le mot productivité, n'existant pas à cette époque), laissait entrevoir la possibilité d'une croissance ininterrompue. Et Jean-Baptiste Say écrivait « Remarquez en outre qu’il est impossible d’assigner une limite à la puissance qui résulte pour l’homme de la faculté de former des capitaux ; car les capitaux qu’il peut amasser avec le temps, l’épargne et son industrie, n’ont point de bornes. ».

### Schumpeter: l'innovation à l'origine de la croissance et de ses cycles
Nikolai Kondratiev est un des premiers économistes à montrer l'existence de cycles longs de 50 ans, et Joseph Schumpeter développe la première théorie de la croissance sur une longue période. Il considère que l'innovation portée par les entrepreneurs constitue la force motrice de la croissance. Il étudie en particulier le rôle de l'entrepreneur dans Théorie de l'évolution économique en 1913.

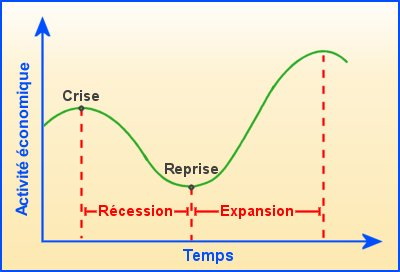
Exemple de cycle économique.

Pour Schumpeter, les innovations apparaissent par « grappes », ce qui explique la cyclicité de la croissance économique. Par exemple, Schumpeter retient les transformations du textile et l'introduction de la machine à vapeur pour expliquer le développement des années 1798-1815, ou le chemin de fer et la métallurgie pour l'expansion de la période 1848-1873. De façon générale il retient trois types de cycles économiques pour expliquer les variations de la croissance :
- les cycles longs ou cycles Kondratieff, d'une durée de cinquante ans ;
- les cycles intermédiaires ou cycles Juglar, d'une durée de dix ans environ ;
- les cycles courts ou cycles Kitchin, d'une durée de quarante mois environ[35].

Schumpeter introduit enfin le concept de « destruction créatrice » pour décrire le processus par lequel une économie voit se substituer à un modèle productif ancien un nouveau modèle fondé sur des innovations. Il écrit ainsi :

« L'impulsion fondamentale qui met et maintient en mouvement la machine capitaliste est imprimée par les nouveaux objets de consommation, les nouvelles méthodes de production et de transport, les nouveaux marchés, les nouveaux types d'organisation industrielle - tous éléments créés par l'initiative capitaliste. […] L'ouverture de nouveaux marchés nationaux ou extérieurs et le développement des organisations productives, depuis l'atelier artisanal et la manufacture jusqu'aux entreprises amalgamées telles que l’US Steel, constituent d'autres exemples du même processus de mutation industrielle — si l'on me passe cette expression biologique — qui révolutionne incessamment de l'intérieur la structure économique, en détruisant continuellement ses éléments vieillis et en créant continuellement des éléments neufs. Ce processus de destruction créatrice constitue la donnée fondamentale du capitalisme : c'est en elle que consiste, en dernière analyse, le capitalisme et toute entreprise capitaliste doit, bon gré mal gré, s'y adapter. »

### Croissance «sur le fil du rasoir»: Harrod et Domar
Après la Seconde Guerre mondiale, les économistes Harrod et Domar, influencés par Keynes, cherchent à comprendre les conditions dans lesquelles une phase d'expansion peut être durable. Ainsi, s'il ne propose pas à proprement parler une théorie de la croissance (expliquant son origine sur une longue période), le modèle de Harrod-Domar permet, néanmoins, de faire ressortir le caractère fortement instable de tout processus d'expansion. En particulier, il montre que pour qu'une croissance soit équilibrée — c'est-à-dire que l'offre de production augmente ni moins (sous-production) ni plus (surproduction) que la demande —, il faut qu'elle respecte un taux précis, fonction de l'épargne et du coefficient de capital (quantité de capital utilisée pour produire une unité) de l'économie. Or, il n'y a aucune raison que la croissance, qui dépend de décisions individuelles (en particulier des projets d'investissement des entrepreneurs), respecte ce taux. De plus, si la croissance est inférieure à ce taux, elle va avoir tendance non pas à le rejoindre, mais à s'en éloigner davantage, diminuant progressivement (en raison du multiplicateur d'investissement). La croissance est donc, selon une expression d'Harrod, toujours « sur le fil du rasoir »[réf. nécessaire].
Ce modèle, construit après guerre et marqué par le pessimisme engendré par la crise de 1929, correspond aux politiques keynésiennes interventionnistes généralisées après 1945. Il a toutefois été fortement critiqué. Il suppose, en effet, que ni le taux d'épargne, ni le coefficient de capital ne sont variables à court terme, ce qui n'est pas prouvé[réf. nécessaire].

### Modèle de Solow-Swan
Robert Solow propose un modèle néoclassique de croissance. Ce modèle repose essentiellement sur l'hypothèse d'une productivité marginale décroissante du capital dans la fonction de production. Le modèle est dit néoclassique au sens où les facteurs de production sont utilisés de manière efficace et rémunérés à leur productivité marginale. Solow montre que cette économie tend vers un état stationnaire. Dans ce modèle, la croissance de long terme ne peut provenir que du progrès technique (et non plus de l'accumulation du capital).
Si on pense que tous les pays convergent vers le même état stationnaire, alors le modèle de Solow prédit un phénomène de convergence : les pays pauvres devraient croître plus vite que les pays riches.
L'une des faiblesses théoriques du modèle de Solow vient du fait qu'il considère le progrès technique comme exogène. Autrement dit, il ne dit rien sur la façon dont le progrès technique apparaît.
La prétendue convergence entre pays développées et pays en développement est par ailleurs critiquée : cette convergence n'est assurée que si tous les pays ont un même niveau technologique (soit la même productivité du capital), or certains économistes pointent du doigt le fait que les pays développés ont un niveau technologique bien plus élevée que les pays en développement, inégalités technologiques de plus en plus exacerbées notamment dû à la fuite des cerveaux, ce qui pourrait entraîner au contraire une divergence économique entre les pays développés et en développement, on parle ainsi de clubs de convergence.

### Théories de la croissance endogène

L'évolution du PIB par tête aux États-Unis de 1800 à 2010 s'écarte peu d'une tendance à long terme dont les nouvelles théories de la croissance cherchent à rendre compte.

Les théories de la croissance endogène cherchent à endogénéiser le progrès technique, c'est-à-dire à construire des modèles qui expliquent son apparition. Ces modèles ont été développés à partir de la fin des années 1970 notamment par Paul Romer, Robert E. Lucas et Robert Barro. Ils se fondent sur l'hypothèse que la croissance génère par elle-même le progrès technique. Ainsi, il n'y a plus de fatalité des rendements décroissants : la croissance engendre un progrès technique qui permet que ces rendements demeurent constants. Si tel est le cas, la croissance n'a donc plus de limite. À travers le progrès technique, la croissance constitue un processus qui s'auto-entretient.
Ces modèles expliquent que la croissance engendre du progrès technique par trois grands mécanismes. Premièrement, le learning by doing : plus on produit, plus on apprend à produire de manière efficace. En produisant, on acquiert en particulier de l'expérience, qui accroît la productivité. Deuxièmement, la croissance favorise l'accumulation du capital humain, c'est-à-dire les compétences possédées par la main d'œuvre et dont dépend sa productivité. En effet, plus la croissance est forte, plus il est possible d'accroître le niveau d'instruction de la main-d'œuvre, en investissant notamment dans le système éducatif. D’une manière générale, la hausse du niveau d'éducation de la population – par des moyens publics ou privés – est bénéfique. Troisièmement, la croissance permet de financer des infrastructures (publiques ou privées) qui la stimulent. La création de réseaux de communication efficaces favorise, par exemple, l'activité productive.

« La principale [des] conclusions [de ces nouvelles théories] est qu'alors même qu'[elles] donnent un poids important aux mécanismes de marché, elles en indiquent nettement les limites. Ainsi il y a souvent nécessité de créer des arrangements en dehors du marché concurrentiel, ce qui peut impliquer une intervention active de l'État dans la sphère économique. »

En particulier ce « retour de l'État » dans la théorie néo-classique se traduit par le fait qu'il est investi d'un triple rôle : encourager les innovations en créant un cadre apte à coordonner les externalités qui découlent de toute innovation (par exemple grâce à la protection qu'offre aux innovateurs les brevets) ; susciter celles-ci en investissant dans la recherche (notamment fondamentale) et les infrastructures dont les externalités dépassent le profit que peuvent en attendre les acteurs privés ; améliorer le capital humain en investissant dans le système éducatif. D'une manière générale, c'est le rôle des politiques structurelles de l'État, en particulier les investissements dans le capital public, qui est ainsi souligné.
Toutefois, ces modèles n'expliquent pas les mécanismes précis qui font que la croissance économique stimule le progrès technique. En particulier, chacun des modèles de ces théories ne s'attache qu'à un seul mécanisme liant progrès technique et croissance. Comme le notent Dominique Guellec et Pierre Ralle, « le modèle général recouvrant l'ensemble des formes du progrès technique est sans doute trop complexe pour être élaboré, ce qui limite la portée des résultats obtenus puisque les interactions entre plusieurs formes existantes sont ignorées ». Ces modèles ne rendent compte que très partiellement des écats de taux de croissance entre pays et périodes, du fait notamment d'une intégration absente ou très insuffisante des facteurs géographiques, historiques, du rôle de l'Etat qui reste sous-estimé, des inégalités entre groupes sociaux, de la transition démographique ou des limites écologiques de la croissance, etc. 

### Croissance et énergie

La croissance économique (bleu) est étroitement corrélée à la consommation d'énergie (rouge), ici dans le cas du Japon.

Alors que l'analyse néoclassique se concentre sur le rôle du capital, du travail ou du progrès technique, les économistes écologistes estiment que l'énergie joue un rôle majeur dans la croissance. Ainsi, Gaël Giraud explique l'essor du proto-capitalisme au XIIe siècle en Europe par la multiplication des moulins à vent et à eau, permettant de capter une nouvelle forme énergie. Pour David Stern, la forte croissance durant la révolution industrielle s'explique par l'apparition de nouvelles sources d'énergies comme le charbon et le pétrole, qui ont permis de démultiplier la production industrielle. À l'inverse, lorsque l'énergie est rare, la croissance économique est fortement contrainte.
La croissance mondiale depuis la fin du XVIIIe siècle a été possible grâce au charbon puis au pétrole, qui sont des ressources naturelles non renouvelables. D’autres sources d’énergie sont venues compléter les besoins croissants en énergie électrique comme l'énergie nucléaire qui elle aussi repose sur une ressource naturelle, selon l'AIEA, mais non renouvelable, l'uranium, encore que des recherches s'orientent notamment vers le thorium et à plus long terme la fusion nucléaire. L'énergie nucléaire représente toutefois une partie mineure des besoins énergétiques mondiaux: seulement 4 % en 2022, très loin derrière les 81,8 % des énergies fossiles (31,6 % de pétrole, 26,7 % de charbon, 23,5 % de gaz naturel), et les 14,2 % d'énergies renouvelables (dont hydroélectricité : 6,7 % ; éolien, solaire, biomasse, géothermie, biocarburants : 7,5 %)[réf. nécessaire].
Gaël Giraud et Zeynep Kahraman montrent également que le PIB est fortement dépendant de l'énergie : l'élasticité du PIB à l'énergie est de 60 à 70 %, c'est-à-dire qu'une baisse de 10 % de la quantité d'énergie disponible dans une économie donnée entraîne une baisse de 6 % à 7 % du PIB. Pour ces auteurs, c'est bien l'utilisation d'énergie qui entraîne la croissance, et non l'inverse.
Ces auteurs se placent dans une approche biophysique de l'économie qui tient compte des ressources naturelles et des sources d'énergie en plus du capital et du travail, dans une perspective écologique. Toutefois « l’énergie ne produit donc pas de la prospérité par magie : la technique, le capital et le travail lui sont complémentaires ».

## Croissance économique en question
L'un des critiques du modèle de croissance économique, l'économiste Nicholas Georgescu-Roegen, introduit dans l'analyse économique la notion d'entropie mise en évidence par Sadi Carnot en 1824 et Rudolf Clausius en 1865[réf. nécessaire]. Cette analogie remet fondamentalement en cause la notion de croissance économique pour prôner une bio-économie que la nature imposera, en raison de la finitude de certaines ressources (pétrole, gaz, charbon, métaux précieux...) et de l'entropie de tous processus productifs.

### Effets «pervers» de l'usage du PIB dans les relations internationales
Selon une étude académique parue en 2019, le Produit intérieur brut (PIB), indicateur économique le plus connu et le plus utilisé, est aussi devenu un indicateur essentiel pour l’analyse des relations internationales, notamment pour classer les États dans leur obsession de l’objectif de croissance économique. L’agrégat économique lui-même ne manque pas de simplifications conceptuelles de plus en plus difficiles à accepter et l’usage que l’on en fait dans les relations internationales est dangereux, négligeant non seulement l’épuisement des sols et sous-sols, la raréfaction de l’air pur ou la sécurité internationale et nationale, mais aussi les libertés démocratiques.

### La croissance doit-elle être prévisible?
Les études empiriques modernes indiquent que le niveau de l'investissement des entreprises est très dépendant de leurs anticipation sur le niveau de croissance économique attendu pour les dix prochaines années. À la fin du XIXe siècle, puis dans les années 1960 et dans la deuxième partie des années 1990, la régularité des statistiques de création d'emploi positives ont donné aux entreprises le sentiment que leurs produits et services pourraient compter à moyen terme sur un grand marché durablement solvable, justifiant l'investissement. Cette constatation milite pour la recherche d'une croissance avant tout prévisible, sans interruption ni cycle économique trop marqué, même si son intensité est moins forte. La théorie de la « fin du cycle économique », à la fin des années 1990 a même généré des taux d'investissement record dans les nouvelles technologies, et une des plus grandes bulles de l'histoire des bourses de valeurs, suivie d'un krach dans ce même secteur des nouvelles technologies lorsqu'il est apparu que la vague d'investissement avait généré des surcapacités.

### Croissance infinie?
Les tenants de la décroissance considèrent la croissance infinie comme une impossibilité physique et expriment au moins de sévères réserves sur la possibilité de poursuivre le modèle actuel de croissance, en raison de la nature finie des ressources naturelles. Rien n'indique selon eux que l'on puisse y substituer d'autres ressources malgré l'innovation, ni que les ressources renouvelables puissent rendre les mêmes services. De même, ils soulignent les éventuelles dégradations de l'environnement qui pourraient remettre en cause la croissance future. Pour les critiques de la croissance, la promesse de « développement économique pour tous » n'est donc qu'une promesse qui ne repose sur rien de tangible. André Gorz souligne ainsi qu'« une croissance illimitée dans un monde fini est une illusion ».
Les premières critiques de la notion de croissance datent du début du XIXe siècle[réf. nécessaire].
Au XXe siècle, un rapport commandé en 1970 par le Club de Rome à une équipe du Massachusetts Institute of Technology, intitulé The Limits To Growth, aborde explicitement les limites de la croissance. Ce rapport est encore connu sous le nom de « rapport Meadows », du nom de deux de ses auteurs Dennis Meadows et Donella Meadows. Il a fait l'objet de deux mises à jour en 1993 et en 2004, qui ne remettent pas fondamentalement en cause les conclusions du premier rapport. L'étude souligne les dangers, sur les plans écologique, économique, et humain, de différentes hypothèses de croissance économique et démographique. Elle a inspiré de multiples réflexions sur le concept de développement durable, qui s'est progressivement imposé depuis les années 1980 et 1990 dans la communauté internationale.
Une partie de la croissance économique est permise par l'exploitation des ressources naturelles : il convient donc de les gérer au mieux (par exemple par le recyclage), d'optimiser le potentiel d'extractions et de ressources. L'efficacité du système capitaliste est alors parfois remise en cause. Néanmoins, Karl Marx soulignait déjà dans Le Capital « l’acharnement fanatique des capitalistes à économiser les moyens de production », faisant tout pour que « rien ne se perde ni ne soit gaspillé ». Les économistes néo-libéraux soutiennent que le libre marché permet la meilleure affectation des ressources et leur gestion la plus efficace.
L'économiste Pascal Salin va jusqu'à soutenir que les problèmes d'efficacité et de gestion liés à l'exploitation des ressources pourraient être résolus par la privatisation de ces ressources. En effet, un propriétaire, responsable d'une ressource naturelle, va l'évaluer et la gérer de façon à maximiser sa richesse et va donc l'entretenir. Pascal Salin prend comme exemple le problème de déforestation des forêts amazoniennes et écrit que « si des entreprises privées, véritablement capitalistes, pouvaient se porter acquéreurs de droits de propriété intégraux sur les forêts tropicales […] elles seraient incitées à développer les plantations car la valeur de leurs terrains dépendrait de la valeur des arbres susceptibles d'y être coupés dans le futur ». Pascal Salin insiste également sur le progrès technique et sur les « capacités d'inventivité de l'esprit humain ».
Contestant la vision optimiste d'un progrès technique capable de répondre aux problèmes et questions qu'il a lui-même engendrés, des penseurs et économistes voient une autre logique à l'œuvre dans l'idéal de croissance, qui obère la saine gestion des ressources de la planète. Ainsi pour Jacques Ellul, contempteur moderne de ce qu'il a appelé le système technicien, pour une entreprise capitaliste, seul compte le profit indépendamment des effets positifs ou négatifs de son activité.
Observant qu'« à la frontière technologique mondiale, aucun pays n’a jamais connu de croissance durablement supérieure à 1-1,5% par an », et que la population mondiale devrait se stabiliser au cours du XXIe siècle selon les prévisions de l'ONU alors que sa croissance a soutenu une grande part de la croissance économique à partir du XVIIIe siècle, Thomas Piketty juge « presque inévitable que la croissance s’établisse au 21e siècle à un niveau nettement inférieur au rendement du capital, c’est-à-dire ce que rapporte en moyenne un patrimoine au cours d’une année (sous forme de loyers, dividendes, intérêts, profits, plus-values, etc.), en pourcentage de sa valeur initiale », il prévoit au cours du siècle une croissance moyenne mondiale de l'ordre de 2,2%, et un rendement moyen du capital après imposition de l'ordre de 4,1%.

### Conséquences négatives de la croissance

#### Conséquences sur l'environnement
La production économique engendre dans certains cas des perturbations dans les équilibres écologiques, du fait de la surexploitation des ressources naturelles : émissions de gaz à effet de serre (énergies fossiles), surpompage (eau), surlabourage (terres arables), surpâturage (ressources végétales), surpêche (ressources halieutiques). Augmenter la production de biens matériels ou le transport (pour répondre à l’accroissement démographique par exemple) peut aggraver ces perturbations. Ces effets sont particulièrement visibles depuis les années 2000 dans la plaine du Nord de la Chine par exemple, qui manque cruellement d'eau par suite d'une activité économique en très forte croissance depuis les années 1980.
Le réchauffement climatique amène l'ensemble des économies du monde à prendre en compte leurs émissions de gaz à effet de serre et à rechercher au maximum une « croissance propre ». La communauté internationale envisage la mise en place de contraintes collectives, comme le protocole de Kyoto.
Certaines études montrent les conséquences de la croissance économique mesurée par le produit intérieur brut sur l'évolution du capital naturel.

#### Bouleversement induits
Les critiques de la croissance insistent enfin sur les déséquilibres qui peuvent naître de la croissance : bouleversements sociologiques, politiques et écologiques.
Ainsi, les exodes ruraux ou les nouveaux moyens de transport ont entrainé un exode rural et des transformations urbanistiques majeures, qui changent durablement les rapports sociaux. De plus, certains critiques, dont Gilbert Rist, considèrent que la croissance profite surtout à une minorité qui bénéficie de cette augmentation de productivité, alors que la majorité subit ces transformations de façon souvent traumatique (car les impacts sur l'environnement socio-familial peuvent être dramatiques dans certains cas), et ne retire aucun bénéfice ni en niveau de vie, encore moins en qualité de vie, de la croissance économique.

### Arguments en faveur de la croissance économique
Pour ses partisans, la croissance économique permet la diminution des inégalités de revenu des individus à l'échelle supranationale ; quand c'est le cas, des enquêtes d'opinion sur la qualité de vie montrent que celle-ci augmente de concert avec le revenu par habitant, du moins jusqu'à un seuil de 15 000 $ par an.
La diminution rapide de la pauvreté dans le monde dans la seconde moitié du XXe siècle est établie. Elle est largement due à la croissance économique, selon la Banque mondiale. C'est dans les régions où la croissance a été la plus faible, en particulier en Afrique subsaharienne, que la pauvreté a le moins diminué et qu'elle risque d'augmenter à l'avenir.
Toutes les prédictions de bornes absolues au développement depuis Malthus se sont révélées fausses, en raison de la capacité des humains à trouver de nouveaux usages aux ressources : le travail humain a été remplacé par le travail animal, puis mécanique, avec le développement progressif d'énergies nouvelles : bois, charbon, électricité, pétrole. Ainsi, l'économiste Julian Simon affirme dans The Improving State of the World que les conditions matérielles de l'humanité s'améliorent rapidement.

### Arguments en défaveur de la croissance économique

#### Nicholas Georgescu-Roegen et les théoriciens de la décroissance
Pour Nicholas Georgescu-Roegen, l'économie répond aux lois de la thermodynamique et de la biologie. Selon le second principe de la thermodynamique, l’énergie d’un système clos tend inéluctablement à la dégradation thermique. Il en va de même pour l'économie : le processus économique matériel ne peut se répéter et s’accroître indéfiniment dans un monde où l’énergie et les matières premières sont limitées.

#### Jacques Ellul et son approche du capitalisme
Jacques Ellul a analysé dans toute son œuvre la société technicienne dans laquelle nous vivons sous tous ses aspects. Dans la troisième partie de son ouvrage Le bluff technologique intitulée « Le triomphe de l'absurde », il considère que la croissance (économique) est l'un des paradigmes de la déraison. Il dénonce l'obsession de la croissance, à tout prix, alors qu'on ne se demande ni : croissance de quoi ? Ni, cette croissance est-elle utile ? Ni : à qui servira cette croissance ? Ni même que fera-t-on de tous ces excédents ? Il rappelle qu'il ne peut pas y avoir une croissance illimitée dans un monde limité.

## Autour de la croissance

### Croissance et satisfaction
En 1974, Richard Easterlin publie une étude empirique montrant que le PIB par habitant, au-delà d'un certain seuil de richesse, n'a pas d'effet sur le niveau de satisfaction des individus. Ce paradoxe est connu dans la littérature économique sous le nom de « paradoxe d'Easterlin ».
Il a été remis en cause en 2008 par l'étude de Justin Wolfers et Betsey Stevenson, montrant à l'aide de données individuelles collectées dans un grand nombre de pays qu'il existe bien un lien entre le PIB par habitant et le degré de satisfaction des individus.
Une étude plus approfondie, publiée en 2013 par la revue PLOS ONE, confirme les conclusions d'Easterlin : la satisfaction de vivre suit une logique marginale, c'est-à-dire qu'elle s’accroît fortement avec le PIB dans les pays à faible revenu, mais la relation devient beaucoup moins pentue au-delà d’un PIB de 10 000 $, puis elle s’aplatit avec un PIB au-delà de 15 000 $, et tend même à décliner avec le PIB dans les pays les plus riches, suggérant l’existence d’un « point de béatitude » qui se situe dans l’intervalle entre 26 000 et 30 000 US $ en parité de pouvoir d’achat,.

### Croissance et pauvreté
Le lien entre croissance économique et pauvreté est débattu parmi les économistes,. La réduction de la pauvreté dépend essentiellement de la distribution de la croissance économique parmi les différentes couches de la population, en particulier vers les plus bas revenus. Edward et Sumner (2019) indiquent que la croissance économique en elle-même ne suffit pas et que des politiques redistributives sont nécessaires pour éradiquer la pauvreté (faible redistribution pour le seuil de 2$ par jour, redistribution importante dans le cadre d'un État-providence pour éliminer la pauvreté de 4$ par jour).
Dans les années 1950, l'économiste Simon Kuznets, à partir de données statistiques sur les pays occidentaux,  suppose l'existence d'une relation générale et naturelle entre croissance et inégalités (courbe de Kuznets), les inégalités augmentant d'abord, puis diminuant lorsque les revenus sont assez élevés. Cette relation n'est plus vérifiée après 1973 et dans de nombreux  pays du Sud. Les périodes de réduction des inégalités sociales analysées par Kuznets, -  guerres mondiales et politiques keynésiennes après 1945 - sont dues à des facteurs politiques et institutionnels selon les études de Thomas Piketty.  Notamment. les pays qui ont connu une période de taux de croissance "majeur", supérieur à 4% par habitant et par an pendant au moins 20 ans, Europe occidentale et Japon  (1945-73), Corée du Sud (1960-2010), Chine (1980-2015) avaient connu dans la période précédente une forte réduction des inégalités. Cette forte croissance est facilitée, selon la théorie de Keynes, par une répartition moins inégalitaire entre revenus du travail alimentant la consommation, donc  la demande globale et revenus du capital dirigés davantage, en l'absence d'inflation vers la thésaurisation, ou plus fréquemment vers la spéculation et les placements à l'étranger.  De plus, depuis les années 80 et le tournant dit "monétariste" théorisé par l'économiste Milton Friedman et actionné par les politiques Thatcher et Reagan, les inégalités de revenus et patrimoines ont augmenté dans quasiment tous les pays (Thomas Piketty) et les trends décennaux de croissance dans les pays industriels et dans la majorité des pays du Sud ont nettement diminué depuis 2010. Selon certains économistes, en première approximation, la croissance serait neutre par rapport aux inégalités[réf. nécessaire], mais ce n'est pas ce que l'on observe depuis les années 80. A titre d'exemple, l'économiste Branko Milanović conteste la courbe de Kuznets et théorise davantage des vagues de Kuznets: les inégalités augmentent puis se rabaissent de manière cyclique, cependant Milanović donne des causes institutionnelles (telle qu'une justification de l'augmentation de certaines inégalités liées aux innovations et à l'efficacité économique) et non plus naturelles. Cette dernière argumentation est utilisée pour justifier notamment les inégalités présentes dans les sociétés traditionnelles et liées à l'héritage, par exemple l'inégalité d'accès à la terre de différents groupes sociaux, ou encore pour occulter l'effet des politiques monétaires et fiscales favorables aux détenteurs de capitaux.
L'enrichissement qui résulte de la croissance économique permet généralement de faire reculer la pauvreté  absolue : un rapport de la Banque Mondiale relève que le nombre de pauvres (personnes gagnant moins de 1,25 dollar par jour) dans le monde a diminué de 500 millions entre 1981 et 2005,  et leur proportion dans la population totale est tombée de 52 % à 26 % ; ceci, surtout en Asie de l'Est (Chine) et dans une moindre mesure en Asie du Sud (Inde) qui ont connu une forte croissance; mais l'Afrique subsaharienne, qui a obtenu une croissance économique faible, n'a pas vu diminuer son taux de pauvreté, et la plus grande partie des 500 à 600 millions de personnes sorties de l'extrême pauvreté entre 1981 et 2005, d'après le critère de 1,25 dollar par jour, sont toujours pauvres.
Dans une étude empirique publiée pour la Banque mondiale en 2002, David Dollar et Art Kraay ont conclu que les revenus des populations pauvres (le quintile inférieur) augmentaient proportionnellement avec le revenu moyen, de manière presque systématique quelles que soient les périodes et les pays concernés. Toutefois, la même année, la Banque mondiale relève dans un ouvrage intitulé Qualité de la croissance, qu'une croissance instable a des répercussions très négatives sur les pauvres, et que leurs actifs humains et naturels peuvent être tellement affectés en cas de crise, que cela peut les empêcher de profiter de la reprise lorsque celle-ci apparaît. Il en est de même de l'arrêt des politiques d'encouragement envers les pauvres[pas clair] ; leur interruption peut être liée aux à-coups de croissance, et leur cyclicité a les mêmes effets. D'autre part, la dégradation du capital naturel (environnement, terres, sources, pêcheries), dont l'impact sur la croissance économique est sujet à débats, risque selon elle d'avoir des « effets dévastateurs sur les pauvres, même dans les pays à revenu intermédiaire. »[réf. nécessaire]. Enfin, l'inégalité des revenus, résultant d'une répartition inégale des actifs tels que le capital physique, les ressources éducatives et les terres, affecte le bien-être social via deux mécanismes, dont un mécanisme indirect qui réduit le potentiel de croissance et les chances de faire reculer la pauvreté.

### Croissance économique, croissance verte et développement soutenable
La croissance dépend de l'augmentation des facteurs de production, de ressources, naturelles, foncières et humaines pas, peu, difficilement, couteusement ou lentement renouvelables… souvent déjà surexploitées (surpêche, déforestation, érosion des sols, etc.).
Le progrès technique peut limiter ou aggraver l'appropriation des ressources naturelles par l'homme au détriment des autres espèces. Les auteurs Jean-Marc Jancovici et Serge Latouche soulignent que la croissance économique mesurée par le PIB tend à détruire le capital naturel. L'économiste Paul Romer intègre dans ses réflexions la limitation des ressources naturelles, tout en soutenant que le progrès technique et la « connaissance » peuvent générer une nouvelle croissance.
Au plan micro-économique, des études ont montré que les stratégies visant à renforcer les capitaux propres des entreprises, ce qui permet d’absorber les pertes en cas d’accident de parcours contribuent à une croissance durable et mieux prévisible.
Une des critiques de l'économie de marché est que l'environnement est mal pris en compte dans les modèles économiques actuels, sauf peut-être à travers le progrès technique dans le modèle de Solow (d'inspiration néoclassique avec deux facteurs de production capital et travail), dans la mesure où celui-ci tient compte des contraintes environnementales. Quand le progrès technique ignore les contraintes environnementales, la croissance et une meilleure productivité peuvent avoir des effets négatifs sur l'environnement, ce que dénonçait le philosophe Hans Jonas dans Le Principe responsabilité dès 1979.
L'un des secteurs où ces déséquilibres apparaissent le mieux est celui de l'agriculture, où le modèle productiviste de l'agriculture intensive pratiquée depuis la Seconde Guerre mondiale[précision nécessaire] a généré des impacts environnementaux négatifs (Cf. pollution diffuse et générale par les pesticides et engrais, perte de biodiversité, dégradation des sols).

#### «Croissance verte»
L'Organisation de coopération et de développement économiques (OCDE) la définit comme « la voie à suivre pour passer de l’économie actuelle à une économie durable » : elle consiste à « promouvoir la croissance et le développement tout en réduisant la pollution et les émissions de gaz à effet de serre, en limitant le plus possible la production de déchets et le gaspillage des ressources naturelles, en préservant la biodiversité et en renforçant la sécurité énergétique ». Elle nécessite de « découpler » davantage les impacts environnementaux et la croissance économique et d’adopter des modes de consommation et de production plus respectueux de l'environnement tout en réduisant la pauvreté et en améliorant les perspectives des populations en matière de santé et d’emploi. Elle implique de « faire de l’investissement environnemental une nouvelle source de croissance économique ».
En France, un « Observatoire national des emplois et métiers liés à la croissance verte » a été créé en 2010, qui vise à fournir « un diagnostic partagé de méthodes et de chiffrages sur les emplois, métiers et formations de la croissance verte », qui a défini plusieurs périmètres (« activités de la croissance verte ; métiers verts et verdissants »). Au sens large, pour un « périmètre étendu au-delà des seules activités environnementales et prennent en compte les champs du Grenelle de l’environnement », selon l’observatoire (publication 2010), environ 950 000 emplois (en équivalent temps plein) étaient concernés en 2008. Des métiers et des emplois verts sont maintenant identifiés dans le répertoire de Pôle emploi et dans la nomenclature des professions et catégories socioprofessionnelles de l'Insee ; et neuf professions « vertes » ont été identifiées fournissant 132 000 emplois en 2007.
L'observatoire Trendeo dénombre seulement 40 000 créations nettes d'emplois annoncées en France de 2009 à 2016 dans le secteur du développement durable, allant de l'éolien au solaire en passant par la dépollution, l'alimentation biologique, le jardinage et les espaces verts ou les biocarburants. Le secteur a échoué à se structurer autour d'acteurs majeurs dans les deux filières dont on parlait beaucoup en 2009, le solaire et l'éolien, où de nombreuses annonces de créations d'emplois n'ont pas été suivies de réalisations.
On parle beaucoup des emplois créés par la transition énergétique, mais bien moins de ceux qu'elle supprime : ainsi, l'industrie des turbines pour centrales électriques à gaz et à charbon est confrontée en 2018 à une forte baisse de la demande, due aux progrès de l'efficacité énergétique et des renouvelables ; pour General Electric, les commandes d'équipements ont baissé en un an de 40 % et celles de services de 19 %, et son concurrent Siemens enregistre une baisse de 25 % de son activité « Power & Gas ». Même dans les équipements pour les renouvelables, des suppressions d'emplois apparaissent du fait du déplacement du centre de gravité des marchés vers l'Asie : Alstom supprime des emplois dans l'hydraulique en Europe, et Siemens a annoncé un plan de suppression de 6 000 postes dans l'éolien ; tous les turbiniers commencent à délocaliser la fabrication de certains composants vers des pays à bas coûts d'Asie ou d'Afrique du nord.
Selon Patrick Artus, l'économiste de Natixis, « la transition énergétique va être une source de perte d'emplois industriels en France » ; la perte potentielle d'emplois industriels dépassera certainement les 100 000 postes. Le passage à la voiture électrique va transférer environ un tiers de la valeur ajoutée du secteur automobile en Asie, où seront produites la grande majorité des batteries électriques. Par ailleurs, le passage à la production d'énergies renouvelables va détruire les emplois dans la production traditionnelle d'électricité (turbines à gaz, nucléaire…) alors que les équipements pour les énergies renouvelables ne sont pas produits en France.
De nombreux penseurs et experts considèrent que la notion de « croissance verte » constitue un oxymore. On peut citer Arthur Keller, qui critique l'hypothèse d'un « découplage entre le PIB et l’impact environnemental des activités humaines », ou Maxence Cordiez, qui écrit : « une dissociation entre croissance économique et consommation de ressources – énergétiques en premier lieu – n’a jamais été observée à l’échelle mondiale ». Ce sont les délocalisations qui ont permis aux pays occidentaux d'améliorer, uniquement en apparence, leurs bilans énergétiques.